# Liste der Straßen und Plätze in Bremen-Vahr

Lage der Vahr in Bremen

Die Liste der Straßen und Plätze in Bremen-Vahr beschreibt die Straßen im Bremer Stadtteil Vahr. Die Vahr besteht aus vier Ortsteilen: Der Gartenstadt Vahr, der Neuen Vahr Nord, der Neuen Vahr Südwest sowie der Neuen Vahr Südost.
Die Straßen in der Gartenstadt Vahr tragen überwiegend Namen von Orten in der Lüneburger Heide, dem südlichen Teil Sachsen-Anhalts sowie Thüringen. Die Straßen der anderen Ortsteile sind überwiegend nach deutschen Politikern sowie Beteiligten am Widerstand gegen den Nationalsozialismus benannt.
Der Stadtteil Vahr umfasst die Postleitzahlenbereiche 28327 und 28329.

## Legende
- Name/Lage: Bezeichnung der Straße oder des Platzes. Die Lage gibt etwa die Mitte der Straße oder des Platzes an.
- Länge/Maße: Gerundete Länge der Straße oder Ausmaße des Platzes in Metern.
- Ortsteil: Der Ortsteil, in dem sich die Straße befindet. Verläuft eine Straße durch mehrere Ortsteile sind diese mit einem Schrägstrich getrennt.
- Namensherkunft: Ursprung des Namens
- Anmerkungen: Weitere Informationen über die Straße

## Übersicht der Straßen und Plätze
| Name/Lage                          | Länge/Maße (in Metern) | Ortsteil                           | Namensherkunft | Anmerkungen |
| ---------------------------------- | ---------------------- | ---------------------------------- | --- | --- |
| Adam-Stegerwald-Straße (Lage)      | 0370                   | Neue Vahr Südwest/Neue Vahr Südost | Adam Stegerwald (1874–1945), deutscher Politiker | Die Straße wurde 1957 erbaut und benannt. |
| Adolf-Reichwein-Straße (Lage)      | 0380                   | Neue Vahr Nord                     | Adolf Reichwein (1898–1944), deutscher Pädagoge, Politiker und Beteiligter am Widerstand gegen den Nationalsozialismus                                                             | |
| Allensteiner Straße (Lage)         | 080                    | Gartenstadt Vahr                   | Deutscher Name der polnischen Stadt Olsztyn | |
| Allensteiner Weg (Lage)            | 0140                   | Gartenstadt Vahr                   | Deutscher Name der polnischen Stadt Olsztyn | Reiner Fuß- und Fahrradweg im Gebiet des Kleingartenvereins „Feldmark Hastedt“ |
| Am Dornenknick (Lage)              | 070                    | Gartenstadt Vahr                   | | Reiner Fuß- und Fahrradweg |
| Amelinghauser Straße (Lage)        | 0650                   | Gartenstadt Vahr                   | Amelinghausen, eine Stadt im Landkreis Lüneburg | |
| Arnstädter Weg (Lage)              | 080                    | Gartenstadt Vahr                   | Arnstadt, eine Stadt im Ilm-Kreis | |
| Auf der Dornenhöhe (Lage)          | 090                    | Gartenstadt Vahr                   | | |
| August-Bebel-Allee (Lage)          | 1100 (im Stadtteil)    | Neue Vahr Nord                     | August Bebel (1840–1913), deutscher Politiker | Ein Teil der Straße verläuft im Ortsteil Radio Bremen (Schwachhausen) |
| Barbarossastraße (Lage)            | 0450                   | Gartenstadt Vahr                   | Friedrich I., Kaiser des Heiligen Römischen Reiches von 1152 bis 1190 | Der südwestliche Teil wurde 1968 in „Ostpreußische Straße“ umbenannt. |
| Bardowickstraße (Lage)             | 0690                   | Gartenstadt Vahr                   | Bardowick, eine Stadt im Landkreis Lüneburg | |
| Bartensteiner Straße (Lage)        | 0280                   | Gartenstadt Vahr                   | Deutscher Name der ostpreußischen Stadt Bartoszyce | Die Straße wurde 1966 erbaut. |
| Bärbelweg (Lage)                   | 085                    | Neue Vahr Nord                     | Bärbel, ein weiblicher Vorname | Reiner Fuß- und Fahrradweg |
| Beneckendorffallee (Lage)          | 1160 (im Stadtteil)    | Gartenstadt Vahr                   | Paul von Beneckendorff und von Hindenburg stammte aus dem Adelsgeschlecht Beneckendorff aus Meißen                                                                                 | Bis auf den letzten Abschnitt reiner Fuß- und Fahrradweg, der im Ortsteil Sebaldsbrück des Stadtteils Hemelingen weitergeht. |
| Berliner Freiheit (Lage)           | 080 × 35               | Neue Vahr Südost                   | 1958 benannt zur Betonung der Bedeutung eines freien Berlins und der Bemühungen um die Aufrechterhaltung dieser Freiheit sowie zur Würdigung der Haltung der Berliner Bevölkerung. | |
| Bevenser Straße (Lage)             | 0140 (im Stadtteil)    | Gartenstadt Vahr                   | Bad Bevensen, eine Stadt im Landkreis Uelzen | Ein Teil der Straße verläuft in Sebaldsbrück. |
| Bischof-Ketteler-Straße (Lage)     | 0200                   | Neue Vahr Südwest                  | Wilhelm Emmanuel von Ketteler (1811–1877), deutscher Bischof und Politiker | |
| Bispinger Straße (Lage)            | 0380                   | Gartenstadt Vahr                   | Bispingen, eine Gemeinde im Landkreis Heidekreis | |
| Breloher Weg (Lage)                | 080                    | Gartenstadt Vahr                   | Breloh, ein Ortsteil von Munster | Reiner Fuß- und Fahrradweg |
| Bürgermeister-Reuter-Straße (Lage) | 0660                   | Neue Vahr Südost                   | Ernst Reuter (1889–1953), deutscher Politiker | |
| Carl-Goerdeler-Straße (Lage)       | 0660                   | Neue Vahr Südost                   | Carl Friedrich Goerdeler (1884–1945), Politiker und Widerstandskämpfer gegen den Nationalsozialismus                                                                               | Die Straße wurde 1958 erbaut und benannt. |
| Carl-Severing-Straße (Lage)        | 0650                   | Neue Vahr Nord                     | Carl Severing (1875–1952), deutscher Politiker | |
| Dagiweg (Lage)                     | 0150                   | Neue Vahr Nord                     | Dagi, ägyptischer Wesir | Reiner Fuß- und Fahrradweg |
| Dietrich-Bonhoeffer-Straße (Lage)  | 0280                   | Neue Vahr Südost                   | Dietrich Bonhoeffer (1906–1945), deutscher Theologe und Teilnehmer am Widerstand gegen den Nationalsozialismus                                                                     | Der Sprötzer Weg, an dem 1945 eingerichtete Gemüsegärtnereien lagen, wurde 1961 als Wohnstraße neu erbaut und umbenannt. |
| Dukatenfalterweg (Lage)            | 0340                   | Neue Vahr Südost                   | Dukatenfalter, eine Schmetterlingsart | Reiner Fuß- und Fahrradweg |
| Eduard-Bernstein-Straße (Lage)     | 0240                   | Neue Vahr Südwest                  | Eduard Bernstein (1850–1932), deutscher Politiker | |
| Ehrhorner Straße (Lage)            | 080                    | Gartenstadt Vahr                   | Ehrhorn, ein Ortsteil der Stadt Schneverdingen im Landkreis Heidekreis | |
| Eislebener Straße (Lage)           | 0930                   | Gartenstadt Vahr                   | Lutherstadt Eisleben, eine Stadt im Landkreis Mansfeld-Südharz | Verläuft U-förmig von der Julius-Brecht-Allee. |
| Emil-Sommer-Straße (Lage)          | 0310                   | Neue Vahr Südwest                  | Emil Sommer (1882–1937), Bremer Senator | |
| Ferdinand-Lassalle-Straße (Lage)   | 0140                   | Neue Vahr Südwest                  | Ferdinand Lassalle (1825–1864), Politiker und Schriftsteller | |
| Feuerdornweg (Lage)                | 060                    | Gartenstadt Vahr                   | Feuerdorn, ein Strauch aus der Familie der Rosengewächse | Reiner Fuß- und Fahrradweg |
| Frankenhauser Straße (Lage)        | 0220                   | Gartenstadt Vahr                   | Bad Frankenhausen/Kyffhäuser, eine Stadt im thüringischen Kyffhäuserkreis | |
| Franz-Mehring-Straße (Lage)        | 0240                   | Neue Vahr Südwest                  | Franz Mehring (1846–1919), deutscher Publizist und Politiker | |
| Friedrich-Stampfer-Straße (Lage)   | 0430                   | Neue Vahr Nord                     | Friedrich Stampfer (1874–1957), deutscher Journalist und Politiker | |
| Georg-Elser-Weg (Lage)             | 090                    | Neue Vahr Südost                   | Georg Elser (1903–1945), Teilnehmer am Widerstand gegen den Nationalsozialismus | Reiner Fuß- und Fahrradweg |
| Geschwister-Scholl-Straße (Lage)   | 0720                   | Neue Vahr Südost                   | Hans und Sophie Scholl, Mitglieder der Weißen Rose | Die Straße wurde um 1960 erbaut. Seit 1967 fährt hier die Straßenbahn der Linie 1. |
| Goldene Aue (Lage)                 | 0150                   | Gartenstadt Vahr                   | Goldene Aue, Landschaft in Sachsen-Anhalt und Thüringen | |
| Graf-Sponeck-Straße (Lage)         | 0280                   | Neue Vahr Südost                   | Hans von Sponeck (1888–1944), deutscher General | Die Straße wurde 1958 erbaut und benannt. |
| Greizer Straße (Lage)              | 0260                   | Gartenstadt Vahr                   | Greiz, eine Kreisstadt in Thüringen | |
| Gumbinnenweg (Lage)                | 0180                   | Gartenstadt Vahr                   | Ehemaliger Name der russischen Stadt Gussew | |
| Gundelweg (Lage)                   | 0100                   | Neue Vahr Nord                     | Gundel, ein weiblicher Vorname | Reiner Fuß- und Fahrradweg |
| Gustav-Radbruch-Straße (Lage)      | 0310                   | Neue Vahr Nord                     | Gustav Radbruch (1878–1949), deutscher Rechtsphilosoph und Reichsjustizminister in der Weimarer Republik                                                                           | |
| Haverbecker Weg (Lage)             | 0380                   | Gartenstadt Vahr                   | Haverbeck, ein Ortsteil der Stadt Bispingen | |
| Heideplatz (Lage)                  | 070 × 35               | Gartenstadt Vahr                   | Heide, eine Landschaft | |
| Heidmarkstraße (Lage)              | 0230                   | Gartenstadt Vahr                   | Heidmark, zwei Gebiete der Lüneburger Heide | |
| Heinrich-Imbusch-Weg (Lage)        | 0330                   | Neue Vahr Südwest/Neue Vahr Südost | Heinrich Imbusch (1878–1945), deutscher Gewerkschafter und Politiker | Reiner Fuß- und Fahrradweg, 1957 erbaut und benannt |
| Heinrich-Schulz-Straße (Lage)      | 0490                   | Neue Vahr Nord                     | Heinrich Schulz (1872–1932), Bremer Politiker | |
| Henri-Dunant-Straße (Lage)         | 0390                   | Neue Vahr Südwest                  | Henry Dunant (1828–1910), Schweizer Geschäftsmann und Humanist | |
| Hermann-Allgeier-Weg (Lage)        | 0650                   | Gartenstadt Vahr                   | Hermann Allgeier (1892–1975) war der Vorsitzende des örtlichen Kleingartenvereins                                                                                                  | Reiner Fuß- und Fahrradweg im Gebiet des Kleingartenvereins „Feldmark Hastedt“, benannt 1975 |
| Hudemühler Straße (Lage)           | 0350                   | Gartenstadt Vahr                   | Hudemühlen, ein Ortsteil von Hodenhagen | Verläuft in U-Form von der Bardowickstraße |
| Hützelstraße (Lage)                | 0290                   | Gartenstadt Vahr                   | Hützel, ein Ortsteil von Bispingen | |
| Im Deepen Pohl (Lage)              | 090                    | Gartenstadt Vahr                   | Plattdeutsch für „Im tiefen Teich“ | |
| In der Vahr (Lage)                 | 650                    | Gartenstadt Vahr/Neue Vahr Südwest | Vahr, der Stadtteil in dem sich die Straße befindet | An dieser Straße liegen u. a. die Kurfürstenklinik und das Polizeipräsidium |
| Job-Günter-Klink-Platz (Lage)      | 035 × 35               | Gartenstadt Vahr                   | Job-Günter Klink (1929–1980), deutscher Pädagoge | |
| Julius-Brecht-Allee (Lage)         | 0800                   | Gartenstadt Vahr                   | Julius Brecht (1900–1962), deutscher Politiker | Seit 1967 fährt hier die Straßenbahn der Linie 1. Damals lag auf einem Teil des heutigen Straßenlands (zwischen der heutigen Eislebener und Sonneberger Straße) noch eine Gärtnerei, deren Besitzer sein Grundstück nicht verkaufen wollte. Bis 1972 umfuhr die Straßenbahn das Gelände südlich auf einer provisorischen Trasse. |
| Julius-Bruhns-Straße (Lage)        | 0170                   | Neue Vahr Nord                     | Julius Bruhns (1860–1927), deutscher Gewerkschafter, Politiker und Journalist | |
| Julius-Leber-Straße (Lage)         | 0290                   | Neue Vahr Südwest                  | Julius Leber (1891–1945), deutscher Politiker und Beteiligter am Widerstand gegen den Nationalsozialismus                                                                          | Die Straße wurde 1957 erbaut und benannt |
| Karl-Kautsky-Straße (Lage)         | 0290                   | Neue Vahr Nord                     | Karl Kautsky (1854–1938), deutsch-tschechischer Philosoph und Politiker | |
| Karl-Rodbertus-Weg (Lage)          | 0140                   | Neue Vahr Südwest                  | Karl Rodbertus (1805–1875), deutscher Ökonom | |
| Kelbraer Str. (Lage)               | 060                    | Gartenstadt Vahr                   | Kelbra, eine Stadt im Landkreis Mansfeld-Südharz | |
| Konrad-Adenauer-Allee (Lage)       | 1300 (im Stadtteil)    | Gartenstadt Vahr                   | Konrad Adenauer (1876–1967), erster Bundeskanzler der Bundesrepublik Deutschland                                                                                                   | Zentrale Durchgangsstraße im Stadtteil Vahr, Ortsteil Gartenstadt Vahr sowie ein Stück im Stadtteil Schwachhausen, Ortsteil Gete. Sie verläuft in Nordwest - Südost Richtung von der Kirchbachstraße bis zur Beneckendorffallee und trennt im Nordwesten den Ortsteil Gete vom Ortsteil Gartenstadt Vahr. Die einem alten Feldweg folgende Straße hieß bis Mitte der 1970er noch „Hindenburgallee“. Seit 1967 fährt hier die Straßenbahn der Linie 1. |
| Kurfürstenallee (Lage)             | 1430 (im Stadtteil)    | Gartenstadt Vahr                   | Kurfürst | Teile der Straße verlaufen im Stadtteil Schwachhausen |
| Kurt-Huber-Straße (Lage)           | 0260                   | Neue Vahr Südwest/Neue Vahr Südost | Kurt Huber (1893–1943), Professor und Mitglied der Weißen Rose | |
| Kurt-Schumacher-Allee (Lage)       | 1500                   | Neue Vahr Südwest/Neue Vahr Südost | Kurt Schumacher (1895–1952), deutscher Politiker | Die Straße wurde 1957 erbaut und benannt. Seit 1967 fährt hier die Straßenbahn der Linie 1. |
| Kyffhäuserstr. (Lage)              | 0410                   | Gartenstadt Vahr                   | Kyffhäuser, ein Gebirge in Sachsen-Anhalt und Thüringen | |
| Langensalzaer Str. (Lage)          | 0150                   | Gartenstadt Vahr                   | Bad Langensalza, eine Stadt im Unstrut-Hainich-Kreis | Reiner Fuß- und Fahrradweg |
| Lieselweg (Lage)                   | 070                    | Neue Vahr Nord                     | Liesel, weiblicher Vorname | Reiner Fuß- und Fahrradweg |
| Lintzeler Weg (Lage)               | 090                    | Gartenstadt Vahr                   | Lintzel, ein Stadtteil der Gemeinde Wriedel | Reiner Fuß- und Fahrradweg |
| Lopauer Weg (Lage)                 | 080                    | Gartenstadt Vahr                   | Lopau, ein Dorf in der Lüneburger Heide | |
| Ludwig-Beck-Straße (Lage)          | 0190                   | Neue Vahr Südost                   | Ludwig Beck (1880–1944), deutscher General und Widerstandskämpfer des 20. Juli 1944                                                                                                | |
| Maiweg (Lage)                      | 070                    | Gartenstadt Vahr                   | Mai, der fünfte Monat des gregorianischen Kalenders | |
| Martinsweg (Lage)                  | 0350                   | Gartenstadt Vahr                   | Martin, männlicher Vorname | Reiner Fuß- und Fahrradweg |
| Mansfelder Sandweg                 |                        | Gartenstadt Vahr                   | Mansfeld, eine Stadt im Landkreis Mansfeld-Südharz | Reiner Fuß- und Fahrradweg ohne Anlieger, benannt 2021 |
| Maxlweg (Lage)                     | 040                    | Neue Vahr Nord                     | Max, männlicher Vorname | Reiner Fuß- und Fahrradweg |
| Meiersweg (Lage)                   | 070                    | Gartenstadt Vahr                   | Meier, veralteter Begriff für Bauer | Reiner Fuß- und Fahrradweg |
| Memelweg (Lage)                    | 0250                   | Gartenstadt Vahr                   | Memel, ein Fluss in Belarus, Litauen und Russland | Reiner Fuß- und Fahrradweg im Gebiet des Kleingartenvereins „Feldmark Hastedt“ |
| Moniweg (Lage)                     | 040                    | Neue Vahr Nord                     | Monika, weiblicher Vorname | Reiner Fuß- und Fahrradweg |
| Müdener Straße (Lage)              | 0300                   | Gartenstadt Vahr                   | Müden, ein Ortsteil der Gemeinde Faßberg | |
| Nachtpfauenaugeweg (Lage)          | 0220                   | Neue Vahr Südost                   | Nachtpfauenaugen, eine Gattung der Nachtfalter | Reiner Fuß- und Fahrradweg |
| Netzeweg (Lage)                    | 0150                   | Gartenstadt Vahr                   | Netze, ein Fluss in Polen | Reiner Fuß- und Fahrradweg im Gebiet des Kleingartenvereins „Feldmark Hastedt“ |
| Neu-Pagentorn (Lage)               | 0230                   | Gartenstadt Vahr                   | Pagenturm, ein ehemaliger Stadtturm Bremens | Reiner Fuß- und Fahrradweg |
| Nogatweg (Lage)                    | 0330                   | Gartenstadt Vahr                   | Nogat, ein Mündungsarm der Weichsel | Reiner Fuß- und Fahrradweg im Gebiet des Kleingartenvereins „Feldmark Hastedt“ |
| Nordhauser Straße (Lage)           | 0120                   | Gartenstadt Vahr                   | Nordhausen, eine Kreisstadt in Thüringen | |
| Ohrdrufer Weg (Lage)               | 070                    | Gartenstadt Vahr                   | Ohrdruf, eine Stadt im Landkreis Gotha | Reiner Fuß- und Fahrradweg |
| Orlamünder Weg (Lage)              | 0120                   | Gartenstadt Vahr                   | Orlamünde, eine Stadt im Saale-Holzland-Kreis | Reiner Fuß- und Fahrradweg |
| Otto-Braun-Straße (Lage)           | 0270                   | Neue Vahr Nord                     | Otto Braun (1872–1955), deutscher Politiker | |
| Ostpreußische Straße (Lage)        | 0450                   | Gartenstadt Vahr                   | Ostpreußen, eine ehemalige Provinz des Königreichs Preußen | Ein Teil der Straße verläuft im Stadtteil Schwachhausen. |
| Otto-Suhr-Straße (Lage)            | 0270                   | Neue Vahr Südost                   | Otto Suhr (1894–1957), deutscher Politiker | |
| Örreler Weg (Lage)                 | 0420                   | Gartenstadt Vahr                   | Oerrel, ein Ortsteil der Stadt Munster | Reiner Fuß- und Fahrradweg |
| Paul-Singer-Straße (Lage)          | 0580                   | Neue Vahr Nord                     | Paul Singer (1844–1911), deutscher Politiker und Fabrikant | |
| Philipp-Scheidemann-Straße (Lage)  | 0290                   | Neue Vahr Nord                     | Philipp Scheidemann (1865–1939), deutscher Politiker und Publizist | |
| Pregelweg (Lage)                   | 0290                   | Gartenstadt Vahr                   | Pregel, ein Fluss in Russland | Reiner Fuß- und Fahrradweg im Gebiet des Kleingartenvereins „Feldmark Hastedt“ |
| Pößnecker Straße (Lage)            | 080                    | Gartenstadt Vahr                   | Pößneck, eine Stadt im Saale-Orla-Kreis | |
| Rethemer Straße (Lage)             | 0150                   | Gartenstadt Vahr                   | Rethem, eine Stadt im Landkreis Heidekreis | |
| Richard-Boljahn-Allee (Lage)       | 1770                   | Neue Vahr Südwest                  | Richard Boljahn (1912–1992), Bremer Politiker, Gewerkschafter und Unternehmer | Autobahnzubringer zur A27 |
| Rudolstädter Weg (Lage)            | 0160                   | Gartenstadt Vahr                   | Rudolstadt, eine Stadt im Landkreis Saalfeld-Rudolstadt | Reiner Fuß- und Fahrradweg |
| Sabinchenweg (Lage)                | 0120                   | Neue Vahr Nord                     | Sabine, weiblicher Vorname | Reiner Fuß- und Fahrradweg |
| Sangerhauser Straße (Lage)         | 0320                   | Gartenstadt Vahr                   | Sangerhausen, eine Stadt im Landkreis Mansfeld-Südharz | |
| Schmöllner Weg (Lage)              | 0210                   | Gartenstadt Vahr                   | Schmölln, eine Stadt im Landkreis Altenburger Land | Reiner Fuß- und Fahrradweg |
| Schneverdinger Straße (Lage)       | 0340                   | Gartenstadt Vahr                   | Schneverdingen, eine Stadt im Landkreis Heidekreis | |
| Schwalbenschwanzweg (Lage)         | 0120                   | Neue Vahr Südost                   | Schwalbenschwanz, ein Schmetterling | Reiner Fuß- und Fahrradweg |
| Segelfalterweg (Lage)              | 040                    | Neue Vahr Südost                   | Segelfalter, ein Schmetterling | Reiner Fuß- und Fahrradweg |
| Sonneberger Straße (Lage)          | 0300                   | Gartenstadt Vahr                   | Sonneberg, eine Stadt in Thüringen | |
| Stadtrodaer Weg (Lage)             | 060                    | Gartenstadt Vahr                   | Stadtroda, eine Stadt im Saale-Holzland-Kreis | Reiner Fuß- und Fahrradweg |
| Stauffenbergstraße (Lage)          | 0410                   | Neue Vahr Südost                   | Berthold Schenk Graf von Stauffenberg (1905–1944), deutscher Jurist und Widerstandskämpfer gegen das NS-Regime                                                                     | |
| Stellichter Straße (Lage)          | 0280                   | Gartenstadt Vahr                   | Stellichte, zum Zeitpunkt der Benennung ein Dorf in der Lüneburger Heide, heute ein Ortsteil von Walsrode                                                                          | |
| Steubenstraße (Lage)               | 0140 (im Stadtteil)    | Gartenstadt Vahr                   | Friedrich Wilhelm von Steuben (1730–1794), preußisch-amerikanischer General | Der Straßenverlauf folgt dem historischen Weg von Hastedt in die Vahr. Der Großteil der Straße befindet sich im Ortsteil Hastedt |
| Susiweg (Lage)                     | 020                    | Neue Vahr Südost                   | Susi, Kurzform des weiblichen Vornamens Susanne | Reiner Fuß- und Fahrradweg |
| Tagpfauenaugeweg (Lage)            | 0240                   | Neue Vahr Südost                   | Tagpfauenauge, ein Schmetterling | Reiner Fuß- und Fahrradweg |
| Tannenbergstraße (Lage)            | 040                    | Gartenstadt Vahr                   | Deutscher Name für die polnische Stadt Stębark | |
| Traudelweg (Lage)                  | 0220                   | Neue Vahr Südost                   | Traudel, Variation des Namens Gertrud | Reiner Fuß- und Fahrradweg |
| Trauerfalterweg (Lage)             | 090                    | Neue Vahr Südost                   | Trauerfalter, ein Schmetterling | Reiner Fuß- und Fahrradweg |
| Tütsbergweg (Lage)                 | 0140                   | Gartenstadt Vahr                   | Tütsberg, ein Hof in Schneverdingen | |
| Uelzener Straße (Lage)             | 090                    | Gartenstadt Vahr                   | Uelzen, eine Stadt in der Lüneburger Heide | Ein Teil der Straße liegt im Ortsteil Sebaldsbrück |
| Ulliweg (Lage)                     | 060                    | Neue Vahr Südost                   | Variation des Vornamens Ulrich | Reiner Fuß- und Fahrradweg |
| Undeloher Straße (Lage)            | 0350                   | Gartenstadt Vahr                   | Undeloh, eine Gemeinde im Landkreis Harburg | |
| Vahrer Straße (Lage)               | 1150 (im Stadtteil)    | Gartenstadt Vahr/Neue Vahr Südwest | Vahr, der Stadtteil durch den die Straße teilweise verläuft | Ein Teil der Straße verläuft in Sebaldsbrück. |
| Verbindungsweg (Lage)              | 080                    | Gartenstadt Vahr                   | Verbindungsweg innerhalb eines Kleingartengebiets | Reiner Fuß- und Fahrradweg |
| Visselhöveder Straße (Lage)        | 0300                   | Gartenstadt Vahr                   | Visselhövede, eine Stadt im Landkreis Rotenburg (Wümme) | |
| Vroniweg (Lage)                    | 0410                   | Neue Vahr Südost                   | Vroni, Kurzform des Namens Veronika | Reiner Fuß- und Fahrradweg |
| Wartheweg (Lage)                   | 0400                   | Neue Vahr Südwest                  | Warthe, ein Nebenfluss der Oder | Reiner Fuß- und Fahrradweg im Gebiet des Kleingartenvereins „Feldmark Hastedt“ |
| Weichselweg (Lage)                 | 0330                   | Gartenstadt Vahr                   | Weichsel, ein Fluss in Polen | Reiner Fuß- und Fahrradweg im Gebiet des Kleingartenvereins „Feldmark Hastedt“ |
| Wienhauser Str. (Lage)             | 0350                   | Gartenstadt Vahr                   | Wienhausen, eine Stadt im Landkreis Celle | |
| Wilhelm-Leuschner-Straße (Lage)    | 0280                   | Neue Vahr Südwest                  | Wilhelm Leuschner (1890–1944), deutscher Gewerkschafter, Politiker und Beteiligter am Widerstand gegen den Nationalsozialismus                                                     | Die Straße wurde 1957 erbaut und benannt |
| Wilhelm-Liebknecht-Straße (Lage)   | 0350                   | Neue Vahr Nord                     | Wilhelm Liebknecht (1826–1900), deutscher Politiker | |
| Wilseder-Berg-Straße (Lage)        | 0400                   | Gartenstadt Vahr                   | Wilseder Berg, mit 169 m ü. NN die höchste Erhebung der Lüneburger Heide | |
| Winsener Straße (Lage)             | 0100                   | Gartenstadt Vahr                   | Winsen (Luhe), eine Stadt im Landkreis Harburg | |
| Witzlebenstraße (Lage)             | 0690                   | Neue Vahr Südost                   | Erwin von Witzleben (1881–1944), deutscher Offizier und Widerstandskämpfer des 20. Juli 1944                                                                                       | |
| Wulfsbergstraße (Lage)             | 0140                   | Gartenstadt Vahr                   | Deutscher Name für das polnische Dorf Strzmiele | |
| Wulfsoder Weg (Lage)               | 070                    | Gartenstadt Vahr                   | Wulfsrode, ein Dorf nahe Uelzen | |
| Zitronenfalterweg (Lage)           | 090                    | Neue Vahr Südost                   | Zitronenfalter, ein Schmetterling | Reiner Fuß- und Fahrradweg |